# Zbure
Zbure so naselje v Občini Šmarješke Toplice.

## Lega
Zbure ležijo severno od Šmarjete na križišču cest proti Mokronogu in Škocjanu. Naselje leži na Dolenjskem in spada v Jugovzhodno statistično regijo.

## Zgodovina
Zbure se prvič omenjajo leta 1290. V naselju je stal dvorec Zbure (Swur, Rudolphswerff), prvič omenjen leta 1454 kot Guett zu Sheyur. V 18. stoletju je bilo poslopje porušeno in na istem mestu zgrajeno novo. Zapis iz leta 1932 pravi: „Nad Zburani je veliko slikovno poslopje in poleg obširno prazno zidovje. To je grad Zbure in ob njem hlevi, ki so pred desetimi leti pogoreli“. Pred drugo vojno je bila graščina že v razpadajočem stanju.
V središču vasi nasproti gasilskega doma stoji gostilna. Ob nekdanjih kmetijah stojijo dekorativno okrašeni toplarji.